# Tir de barrage
Pour les articles homonymes, voir Tir (homonymie).
Ne doit pas être confondu avec Tir de suppression.

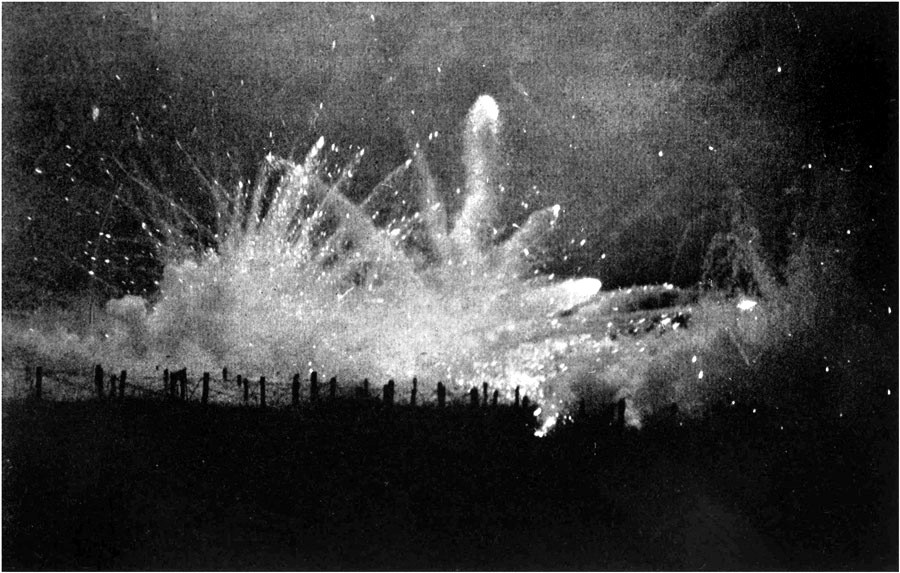
Tir de barrage nocturne sur des tranchées alliées, probablement lors de la Deuxième bataille d'Ypres (avril-mai 1915).

Le tir de barrage est une technique de tirs massifs, le plus souvent d'artillerie, d'une à plusieurs armes à feu, armes individuelles ou canons, et ce sur un rythme continu. Les armes individuelles ou les canons et obusiers sont en général espacés de 20 à 30 mètres de distance sur des lignes allant de quelques centaines à plusieurs milliers de mètres. Dans le cas de l'artillerie, les projectiles utilisés sont un mélange d'obus fusants et d'obus percutants.
Les tirs de barrage peuvent être de nature défensive, ils sont alors en règle générale statiques et ont pour effet de bloquer ou ralentir le passage des troupes adverses dans la zone défendue. Ils peuvent être également offensifs, dans ce cas ils servent à neutraliser l'adversaire lors de la progression des troupes et accompagnent le mouvement offensif en allongeant progressivement la portée de l'impact des obus.
Le tir de barrage ne vise pas des objectifs spécifiques, mais les canons ciblent des zones de 150 à 250 mètres de diamètre dans lesquels on escompte la présence d'objectifs.

## Principe

### Tir de barrage fixe, encagement
Un barrage fixe est statique. Il peut être de nature défensive pour empêcher le mouvement des troupes adverses et de briser les attaques. Un barrage roulant peut être contraint de rester fixe sur une ligne statique pendant un certain temps afin de permettre aux troupes de s'organiser avant une nouvelle attaque ou dans certains cas pour que l'infanterie revienne au contact du barrage. Dans le plan d'action de l'artillerie de la bataille de Messines du 17 juin 1917, les canons de 18 livres sont impliqués dans le barrage roulant d'obus tandis que les autres canons et obusiers de 4,5 pouces réalisent un barrage permanent à 640 m (700 yards) en avant.
Pour les barrages d'encagement plusieurs tirs de barrage sont utilisés ; souvent les barrages sont réalisés sur trois côtés d'une boîte - autour de la position à isoler. Le barrage d'encagement est souvent utilisé pour des tâches de tirs défensifs, les zones de tirs du barrage sont pré-enregistrées sur des positions choisies avec le commandant de l'infanterie chargée de défendre la zone. Il est déclenché lors d'une attaque adverse sur ses positions. Un barrage d'encagement peut être utilisé pour empêcher un défenseur de renforcer une position attaquée. Au cours de raids, un barrage d'encagement peut être déclenché permettant d'isoler une portion de la ligne de front. Un barrage mobile permet de pénétrer à l'intérieur la zone protégée par le barrage d'encagement pour capturer des prisonniers.

### Tir de barrage mobile
Un barrage mobile ou barrage rampant est un barrage d'artillerie dont la portée s'allonge au cours du temps. Au bout de quelques minutes, la portée des tirs est allongée d'environ 100 mètres. Cette progression correspond à la vitesse de déplacement de l'infanterie. Les pratiques britanniques de tirs de barrage évoluent pour permettre le tir simultané de deux lignes puis trois lignes de feu pour un barrage. Une première ligne de feu pratique un barrage mobile traditionnel en allongeant la portée de 100 mètres en quelques minutes, une deuxième ligne de feu génère un barrage fixe sur les lignes supposées de défense. Une fois que le barrage roulant atteint la ligne et rejoint la seconde ligne de feu, cette dernière est déplacée sur la ligne défensive suivante. Une dernière ligne de feu est employée pour établir des tirs de contre-batteries ou pour atteindre des objectifs lointains.
À la fin de 1917, la technique du barrage mobile est affinée, il est possible de créer des barrages mobiles complexes, avec un premier passage d'artillerie simulant le barrage mobile, suivi d'un second pour toucher les troupes de défenseurs qui ont quitté leurs abris. Cependant, ces barrages sont régis par un chronométrage précis. Les Britanniques développent le « barrage rapide », un modèle de barrage normalisé qui peut être commandé par radio pour le soutien d'unités engagées sans conséquence sur l'organisation du barrage mobile général.

## Avantages et inconvénients

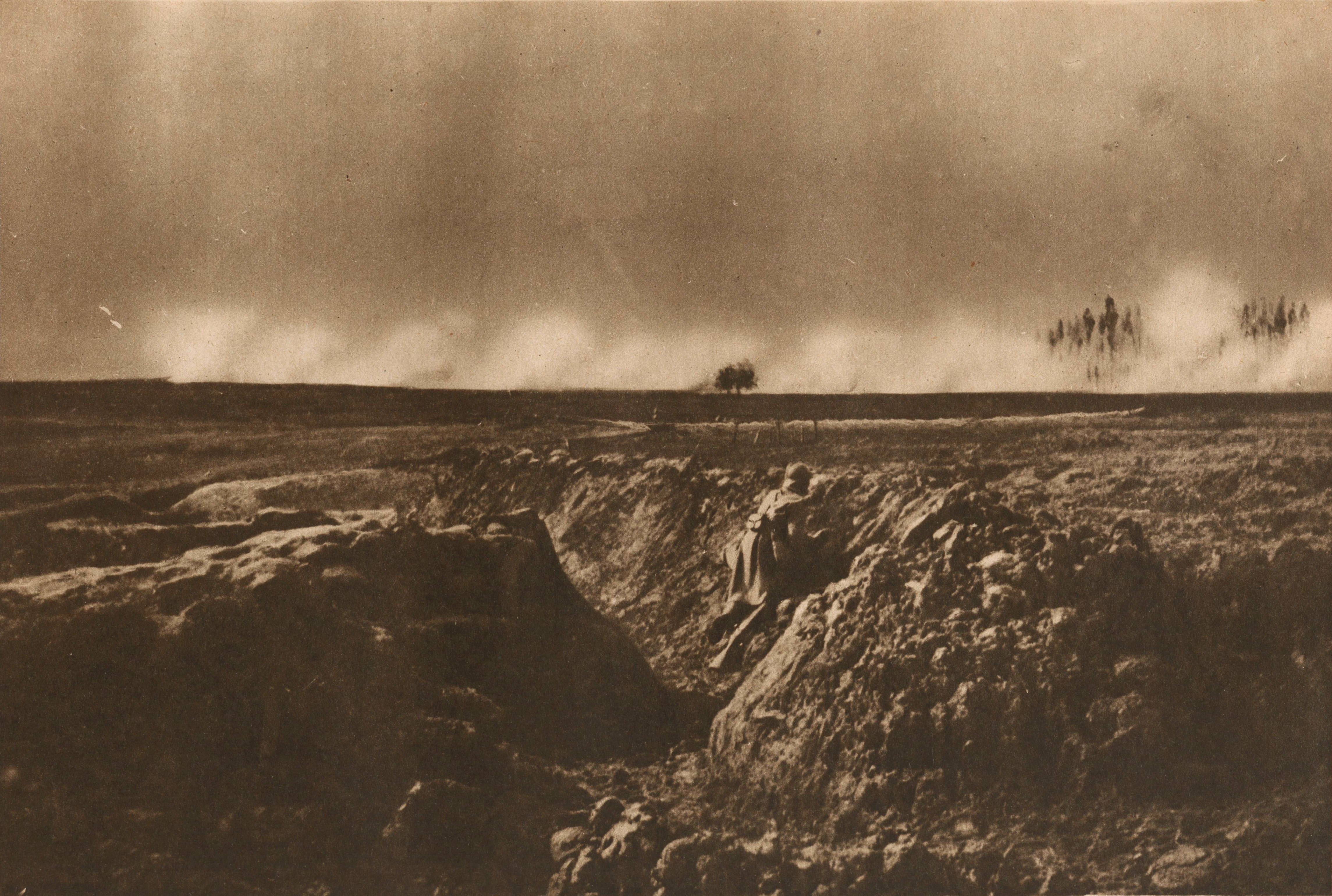
Tir de barrage sur Craonne en 1917.

Le barrage roulant n'a d'intérêt que si les troupes d'assaut suivent au plus près la progression du barrage. Cette présence à proximité du barrage permet d'occuper les points fortifiés des défenseurs avant que ces derniers se remettent du choc du bombardement, retrouvent leur sang-froid et sortent de leurs casemates pour se mettre en position de défense. Au cours de la Première Guerre mondiale, les Français ont estimé à 10% les pertes liées à leur propre artillerie lors d'une progression avec barrage d'artillerie.
Au cours du premier jour de la bataille de la Somme en 1916 pour les troupes britanniques et lors de l'offensive du Chemin des Dames en 1917 pour les troupes françaises, l'infanterie ne peut suivre la progression du barrage. Les défenseurs récupèrent et peuvent sortir de leurs abris et affronter les troupes assaillantes leur causant des pertes très lourdes.
À la fin de la Première Guerre mondiale en 1918, le barrage roulant joue également un rôle psychologique. Il doit davantage démoraliser l'adversaire que le détruire. Le bombardement est plus court, plus intense, l'assaut de l'infanterie est ensuite plus efficace car il est réalisé sur un terrain faiblement bouleversé contrairement aux bombardements destructifs de l'année 1916.
Un barrage roulant reste une technique utile lorsque les positions ennemies ne sont pas complètement identifiées, il bombarde de façon indifférenciée une zone choisie. Par contre le tir de barrage roulant entraîne une consommation importante d'obus qui souvent tombent dans des zones dépourvues d'adversaires.